# Rauvolfia purpurascens
Rauvolfia purpurascens är en oleanderväxtart som beskrevs av Standley. Rauvolfia purpurascens ingår i släktet Rauvolfia och familjen oleanderväxter. Inga underarter finns listade i Catalogue of Life.